# Axel Fjellander
Axel Carl-Fredrik Fjellander, född 24 december 1898 i Landskrona, död 5 mars 1978 i Malmö, var en svensk redaktör och socialdemokratisk kommunalpolitiker.
Fjellander, som var son till vaktkonstapel Carl Fredrik Fjellander och Ingrid Ljunggren, var medarbetare i Arbetet 1921–1963.  Han var i Landskrona ledamot av stadsfullmäktige 1934–1941, ordförande i beredningsutskottet 1937–1941, ledamot av folkskolestyrelsen 1930–1941, av styrelsen för idrottsplatsen 1924–1937, dess ordförande 1936–1937, ledamot av styrelsen för Landskrona museum 1934–1941 och stadens ombud i Landskrona Teater AB 1936–1941. I Malmö var han ledamot av stadsfullmäktige 1947–1966, ledamot av valberedningen sedan samma år, blev suppleant i folkskolestyrelsen 1943, ledamot där 1944 och dess ordförande 1949–1955 samt ordförande i barnavårdsnämnden från 1948 och i Skånska skolstyrelseförbundet (hedersordförande) 1950–1955. Han var ledamot av styrelsen för Svenska journalistföreningens södra krets sedan 1942, ordförande 1953–1964, styrelseledamot i Svenska journalistförbundet 1953–1963 och vice ordförande i länsskolnämnden i Malmöhus län 1958–1966. Han var vice ordförande i Sveriges godtemplares ungdomsförbund 1924–1932, redaktör för Unga Tankar 1925–1929 och ordförande i Nordens godtemplares ungdomsförbund 1930–1936.